# Sambal
El sambal és una salsa picant d'Indonèsia feta generalment a partir de la barreja d'una diversitat de bitxos amb ingredients com ara pasta de gambes, all, gingebre, escalunya, ceba tendra, sucre de palma i suc de llima. La paraula sambal és un manlleu d'origen javanès (sambel). També és una part integral de les cuines de Singapur, Malàisia, Brunei i Sri Lanka i s'ha estès a través de la població d'Indonèsia d'ultramar fins als Països Baixos i Surinam.
Se solen servir diverses receptes de sambals com a condiments calents i picants per als plats, com ara lalab (verdures crues), ikan bakar (peix a la planxa), ikan goreng (peix fregit), ayam goreng (pollastre fregit), ayam penyet (pollastre aixafat), iga penyet (costelles) i diverses sopes de soto. Hi ha 212 variants de sambal a Indonèsia i la majoria d'elles són originàries de l'illa de Java.

## Història

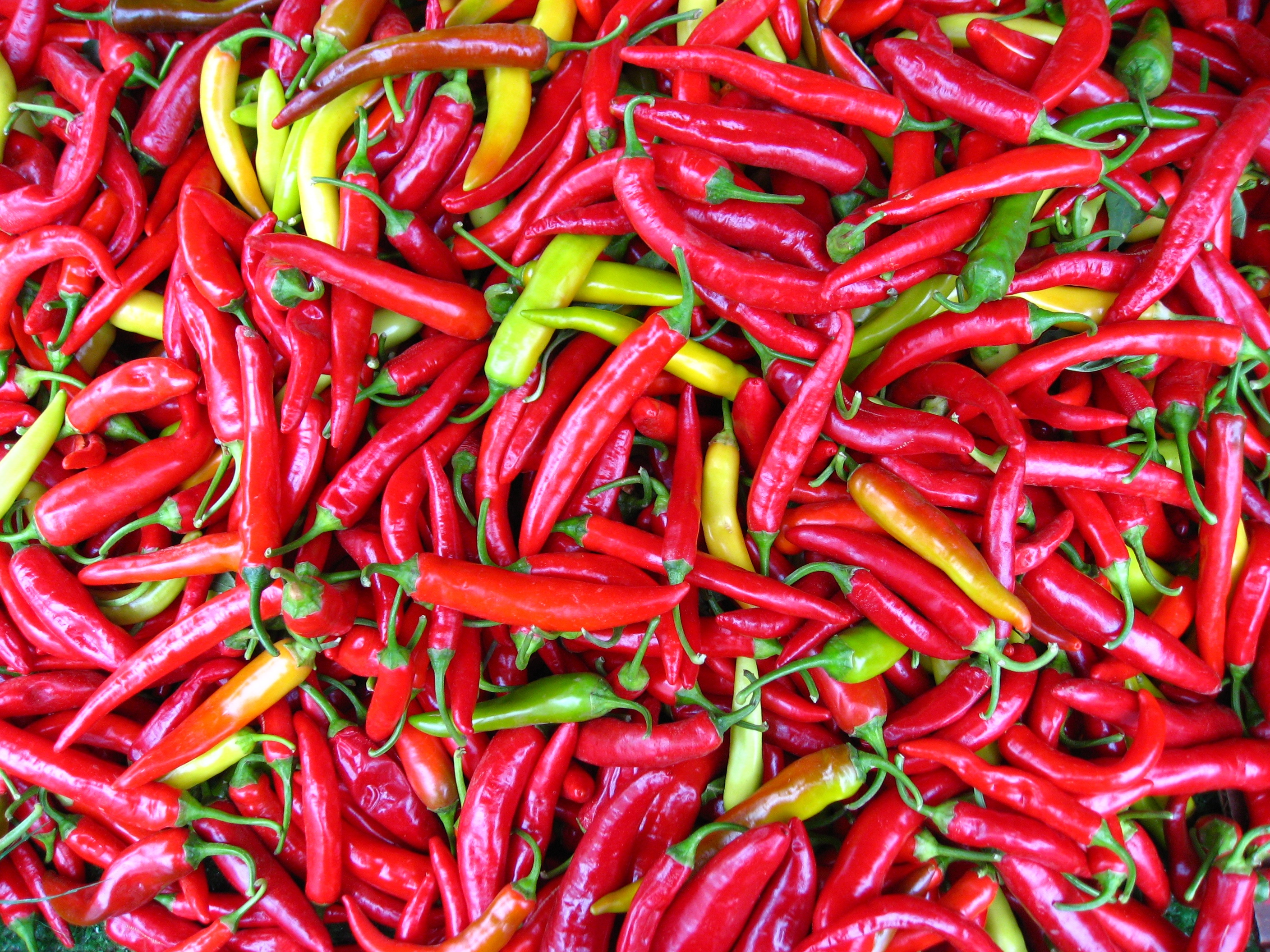
Els bitxos frescos són l'ingredient principal del sambal

L'ingredient principal del sambal és el bitxo del gènere Capsicum, que no és originari del sud-est asiàtic sinó del continent americà. Varietats com el pebre de Caiena o el xili habanero no són pròpies de l'hemisferi occidental i van ser introduïdes a l'arxipèlag indonesi al segle XVI pels mariners portuguesos i espanyols durant l'intercanvi colombí.

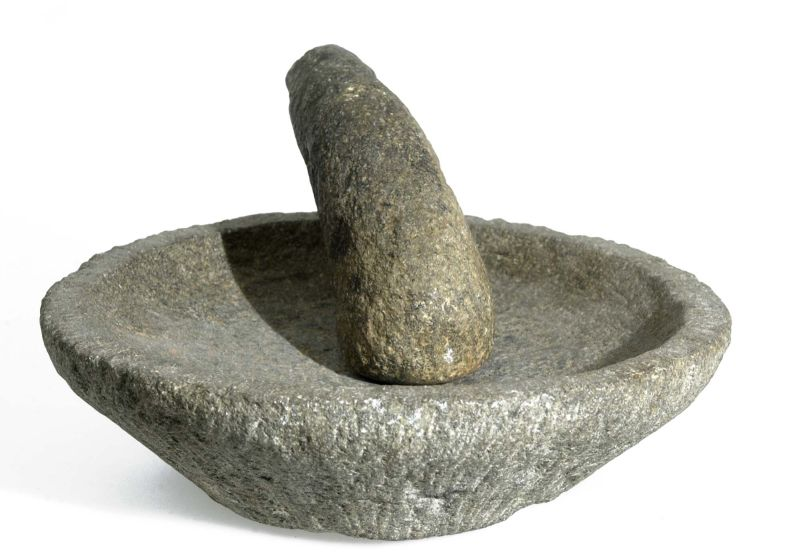
Cobek de pedra (morter) i ulekan (mà de morter), eina imprescindible per fer el sambal.

En el javanès modern d'avui, el terme lombok es refereix a «pebrot», però el terme probablement es referia originàriament a una espècia picant nativa d'abans de la introducció del bitxo. Els termes en indonesi per a pebrot són cabai o cabe, però la paraula cabya s'esmenta en diverses inscripcions i textos antics trobats a Java des del segle X dC. Cabya és en realitat una referència al pebrot llarg javanès o al pebrot llarg balinès (Piper retrofractum). Els historiadors argumenten que abans de la introducció del Capsicum d'Amèrica al segle XVI, la cabya s'utilitzava i es conreava àmpliament com a espècia picant a Java. El gingebre, la cabya i l'andaliman (Zanthoxylum acanthopodium) es troben entre les primeres espècies picants que s'utilitzen en el gust picant semblant al sambal, seguit de la introducció del pebre cap al segle XII des de l'Índia i, finalment, la introducció del pebrot d'Amèrica al segle XVI.

El manuscrit javanès Serat Centhini (1819–1912) registra setze variants de sambal a Java. El llibre de receptes Mustika Rasa (1967), escrit per Hartini Sukarno, presentava 63 receptes de sambals. El 2017, Murdijati Gardjito, investigadora d'aliments de la Universitat Gadjah Mada, va identificar centenars de variants de sambals a Indonèsia; 212 d'ells tenen un origen clar, mentre que 43 tenen un origen poc clar. Java té la majoria de variants de sambal amb un 43 %, Sumatra en té un 20 %, Bali i les Illes Petites de la Sonda Occidentals en tenen un 8 %, i la resta es distribueix entre les Moluques, Borneo i Cèlebes.

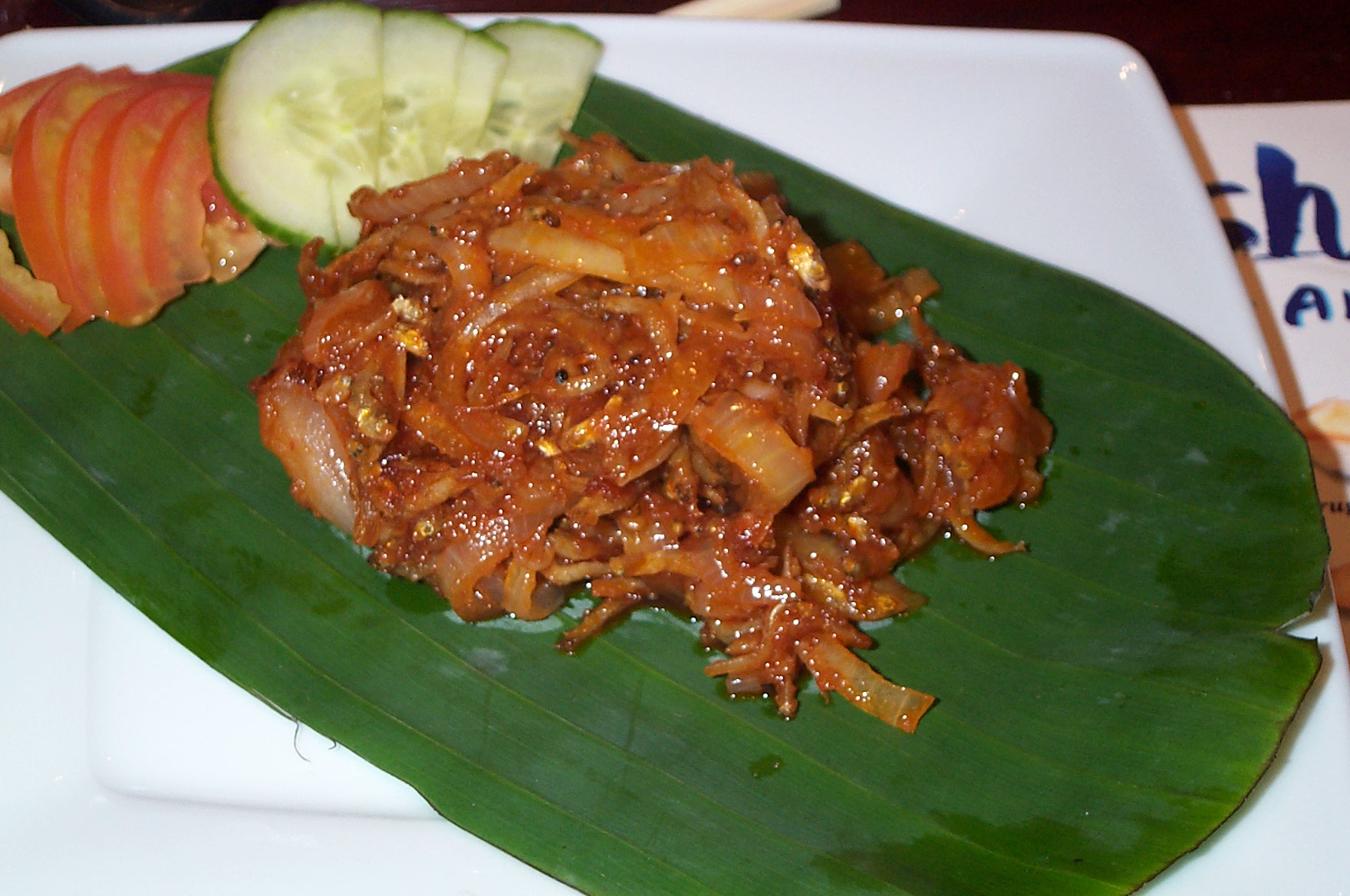
Anxoves amb sambal

Com moltes introduccions i adaptacions culinàries a l'arxipèlag, amb els anys aquest gust picant es va ramificar en una àmplia varietat de sambals, localitzats segons el gust regional i la disponibilitat dels ingredients. Avui el sambal és un element bàsic de les llars del sud-est asiàtic, essencial a les cuines d'Indonèsia, Sri Lanka, Malàisia i Singapur.

## Preparació

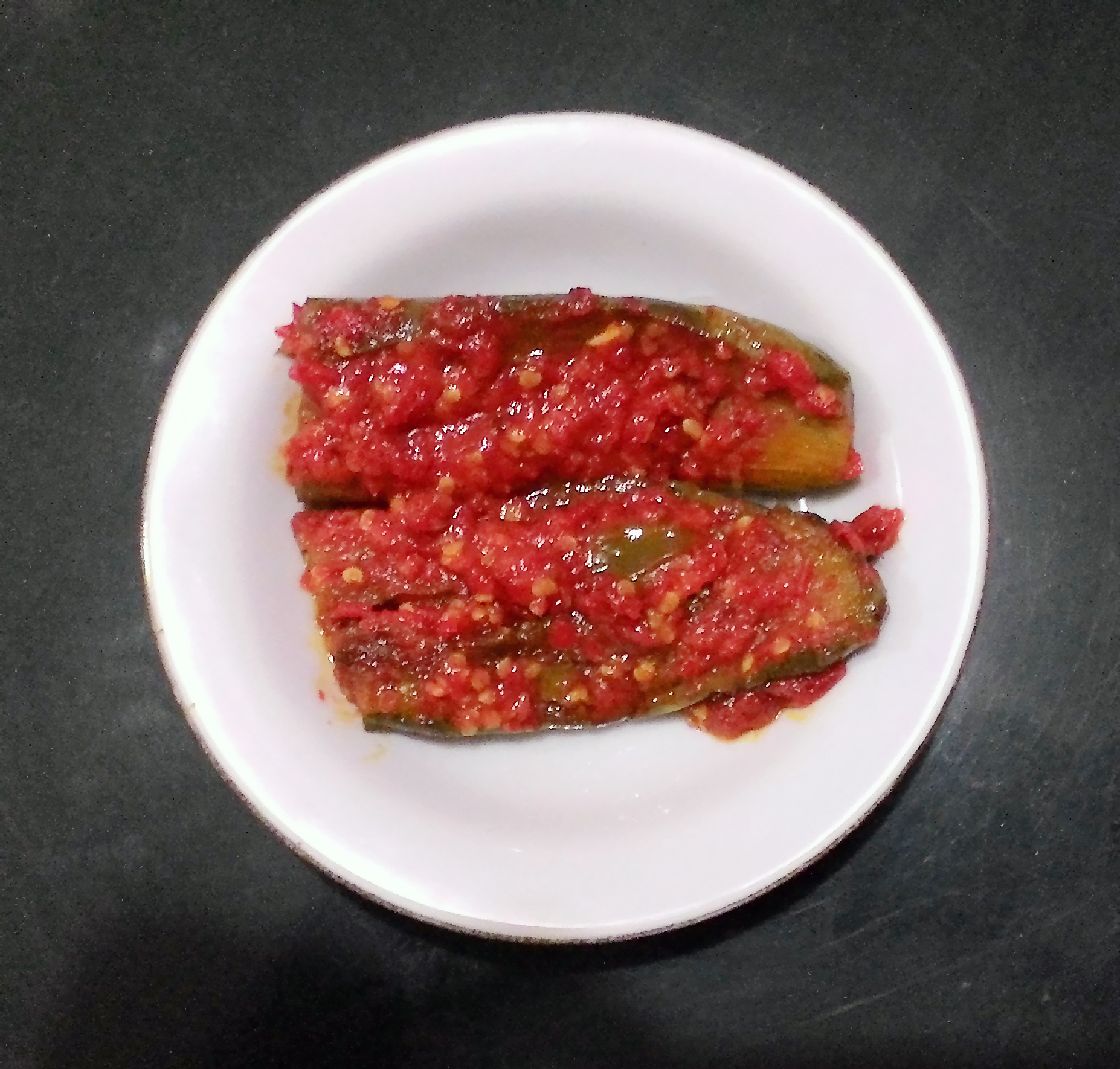
Albergínia amb sambal balado de Padang

Hi ha dos tipus principals de sambals a Indonèsia: sambal masak (cuit) i sambal mentah (cru). El sambal cuit s'ha sotmès a un procés de cocció que proporciona un sabor i aroma diferents, mentre que el sambal cru es barreja amb ingredients addicionals i normalment es consumeix al moment. El sambal masak és més freqüents a l'oest d'Indonèsia, mentre que el sambal mentah és més comú a l'est.

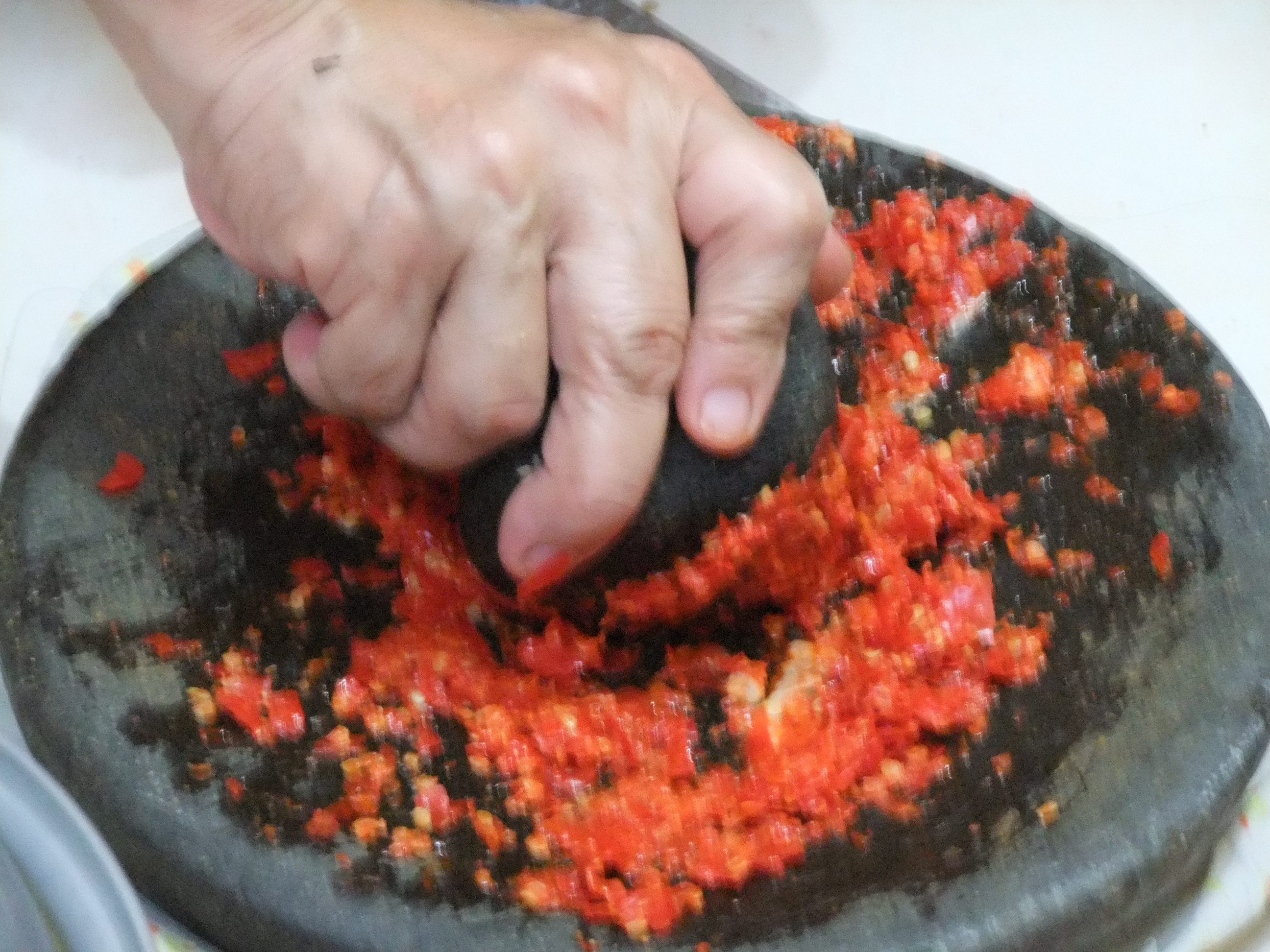
Manera tradicional d'elaborar sambal

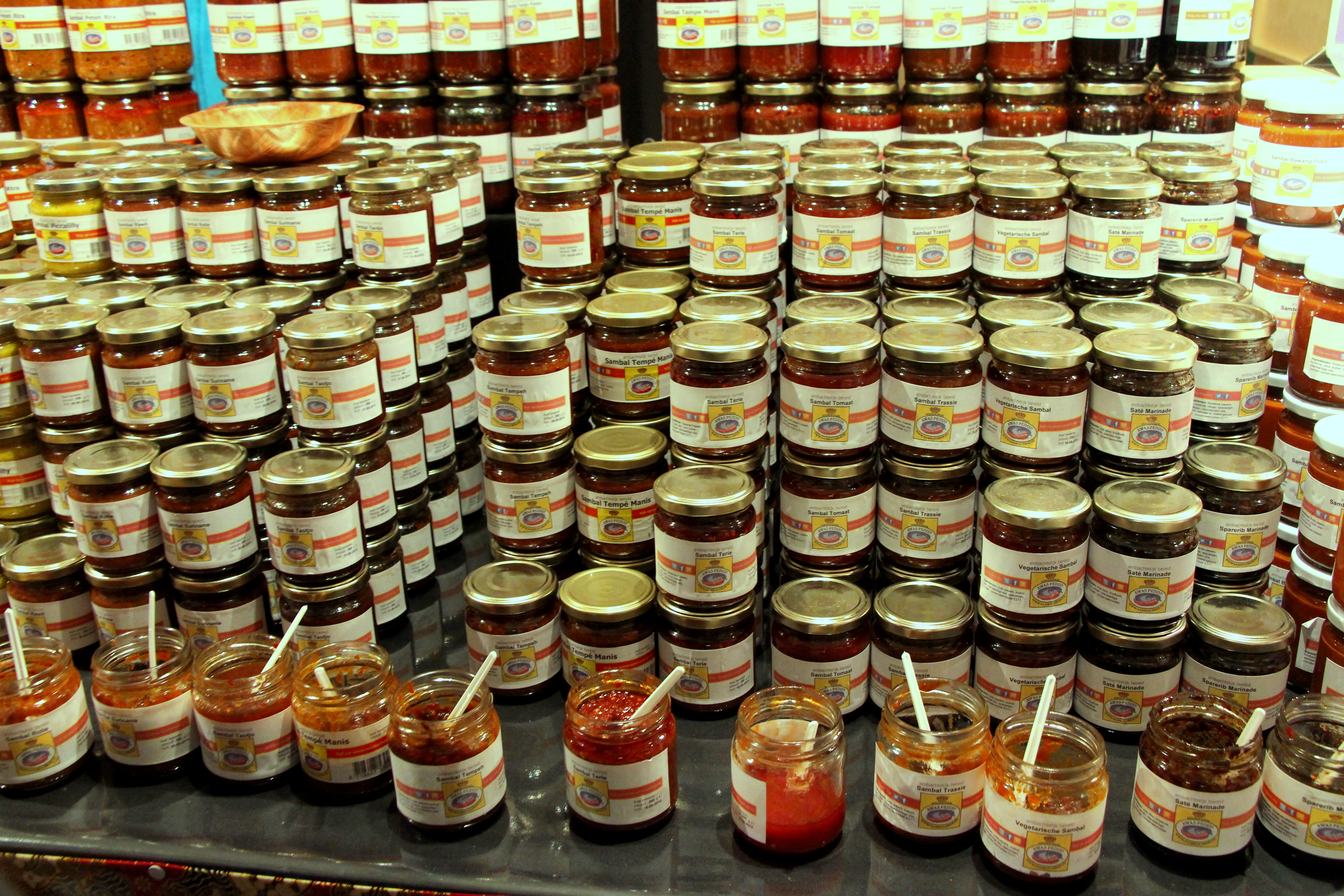
Pots amb sambal a la Tong Tong Fair de La Haia

El bitxo, l'all, l'escalunya i el tomàquet sovint es molen amb un morter, mentre que el terasi o belacan (pasta de gambes) es fregeix primer per a neutralitzar la seva olor picant així com per alliberar-ne l'aroma. El sambal es pot preparar a granel, ja que es pot emmagatzemar fàcilment en un pot de vidre ben tancat a la nevera durant una setmana per a servir-lo amb els àpats com a condiment. Algunes marques de sambal preparat i envasat estan disponibles en warungs, mercats tradicionals, supermercats i botigues a l'abast. La majoria són sambals embotellats. En comparació amb els sambals tradicionals, els sambals industrials solen tenir una textura més fina, un contingut més homogeni i una consistència més gruixuda talment el quètxup.